# Comibaena bajularia
Comibaena bajularia é uma espécie de insetos lepidópteros, mais especificamente de traças, pertencente à família Geometridae.
A autoridade científica da espécie é Denis & Schiffermüller, tendo sido descrita no ano de 1775.

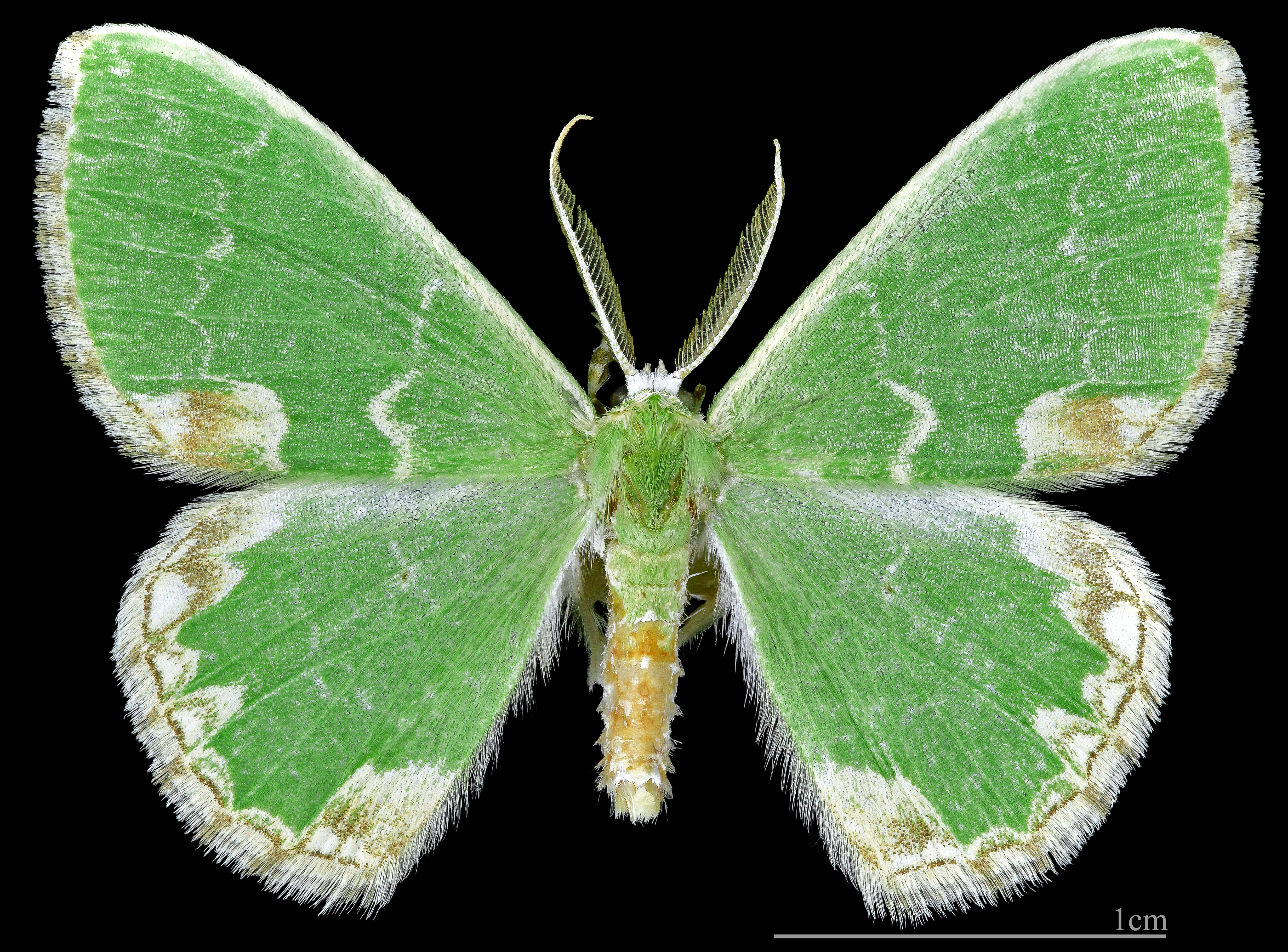
♂
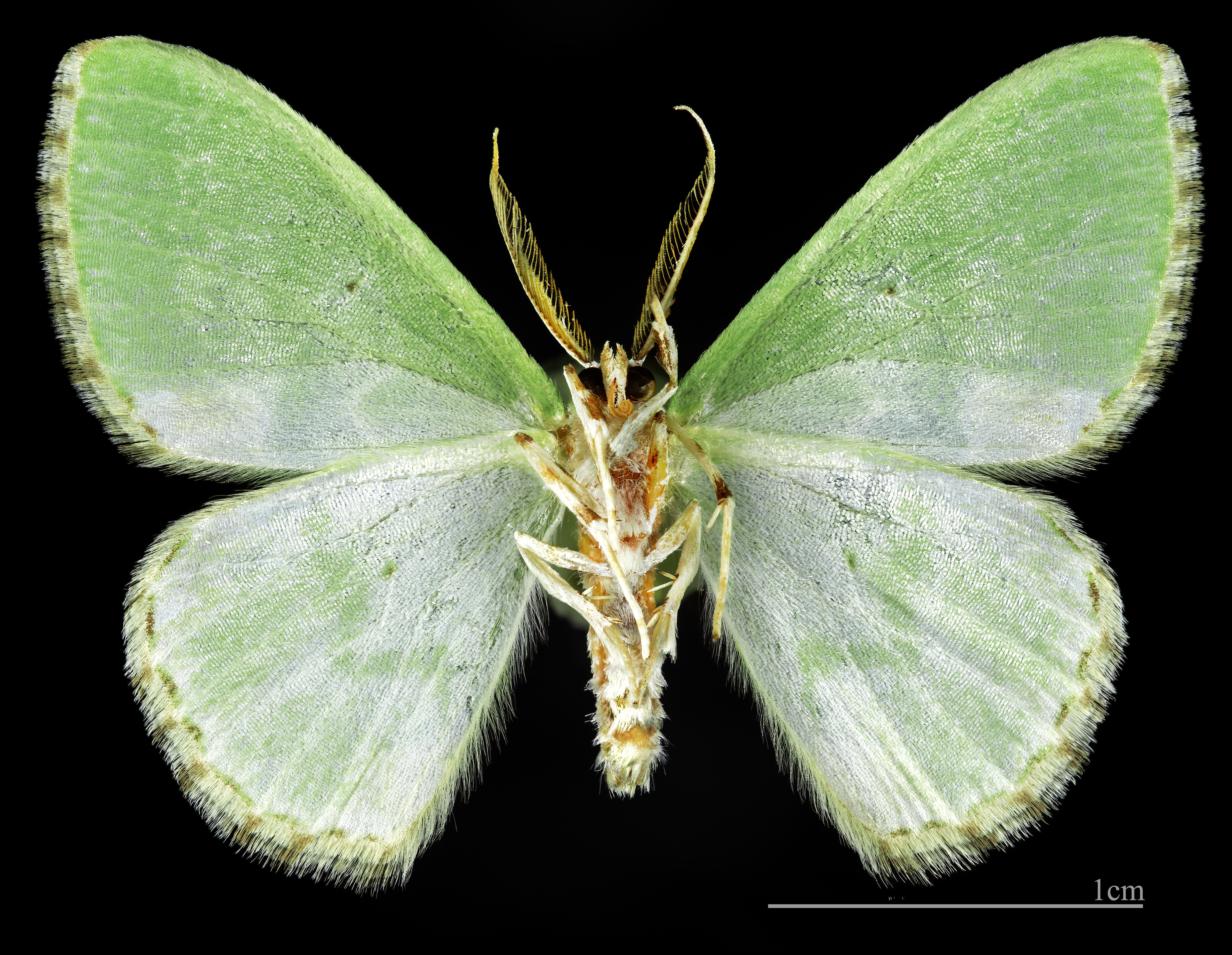
♂ △
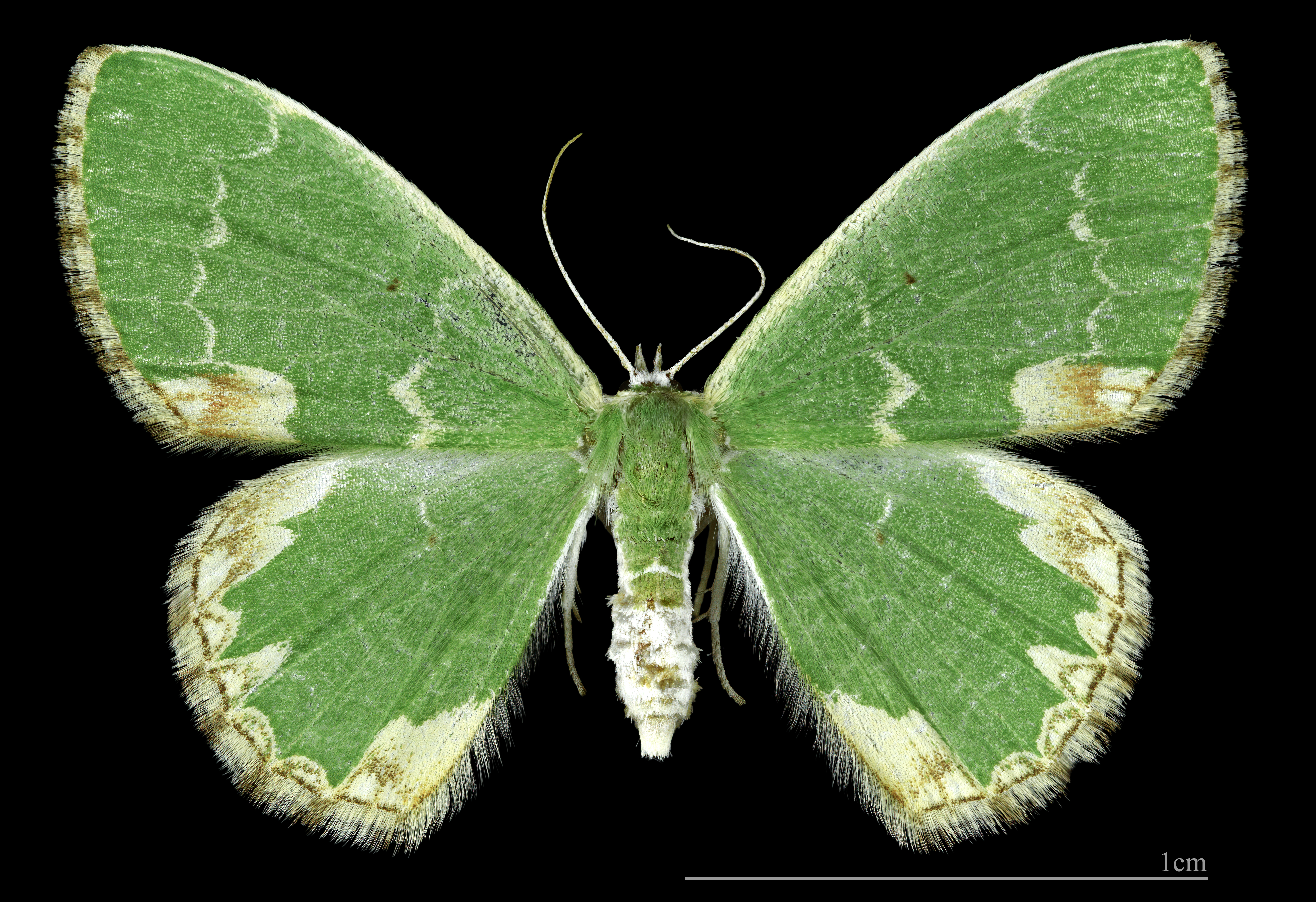
♀
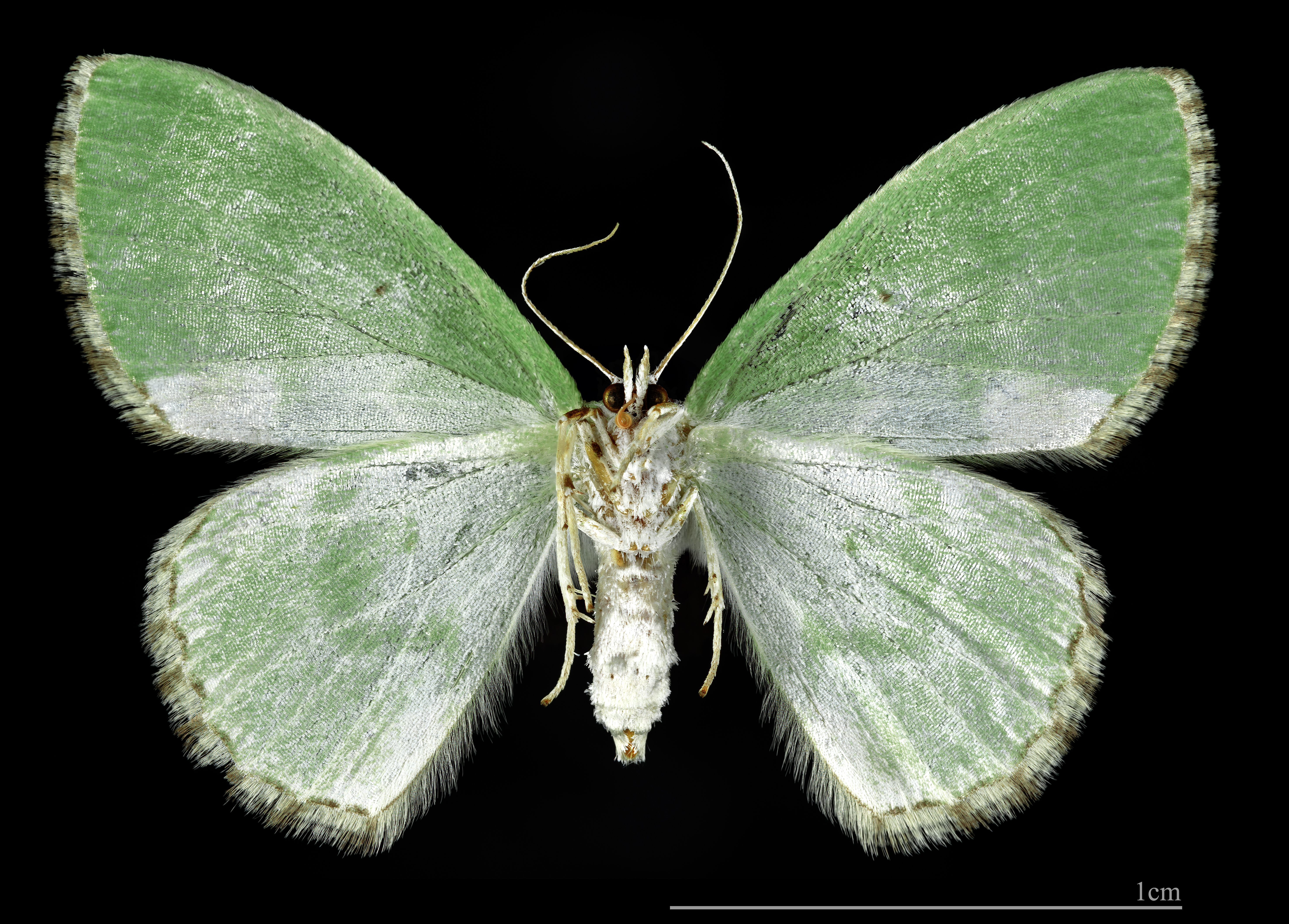
♀ △

Trata-se de uma espécie presente no território português.